# Штитар (Хорватія)
Штитар (хорв. Štitar) — населений пункт та община у Вуковарсько-Сремській жупанії Хорватії.

## Населення
Населення общини за даними перепису 2011 року становило 2 129 осіб. 
Динаміка чисельності населення общини:

## Клімат
Середня річна температура становить 11,21°C, середня максимальна – 25,50°C, а середня мінімальна – -5,43°C. Середня річна кількість опадів – 723 мм.
| Клімат поселення                              | Клімат поселення | Клімат поселення | Клімат поселення | Клімат поселення | Клімат поселення | Клімат поселення | Клімат поселення | Клімат поселення | Клімат поселення | Клімат поселення | Клімат поселення | Клімат поселення | Клімат поселення |
| Показник                                      | Січ.             | Лют.             | Бер.             | Квіт.            | Трав.            | Черв.            | Лип.             | Серп.            | Вер.             | Жовт.            | Лист.            | Груд.            |                  |
| Середній максимум, °C                         | 6,44             | 8,18             | 12,78            | 17,30            | 22,39            | 25,50            | 25,40            | 24,90            | 20,90            | 15,50            | 9,66             | 5,78             |                  |
| Середня температура, °C                       | 0,50             | 2,23             | 6,84             | 11,38            | 16,46            | 19,57            | 21,30            | 20,80            | 16,80            | 11,40            | 5,57             | 1,69             |                  |
| Середній мінімум, °C                          | −5,43            | −3,69            | 0,91             | 5,44             | 10,52            | 13,62            | 17,20            | 16,70            | 12,69            | 7,32             | 1,47             | −2,41            |                  |
| Норма опадів, мм                              | 47               | 43               | 44               | 56               | 65               | 93               | 71               | 64               | 54               | 62               | 68               | 56               |                  |
| Середньомісячна швидкість вітру, м/с          | 1.95             | 2.20             | 2.52             | 2.40             | 2.20             | 2.00             | 2.00             | 1.80             | 1.80             | 1.88             | 1.95             | 2.00             |                  |
| Середньомісячна сонячна радіація, кДж/м²·день | 4382             | 7085             | 11092            | 15487            | 19350            | 21386            | 22411            | 20617            | 15132            | 9440             | 4942             | 3667             |                  |
| --------------------------------------------- | ---------------- | ---------------- | ---------------- | ---------------- | ---------------- | ---------------- | ---------------- | ---------------- | ---------------- | ---------------- | ---------------- | ---------------- | ---------------- |
| Джерело:                                      |                  |                  |                  |                  |                  |                  |                  |                  |                  |                  |                  |                  |                  |